# Terezinha Veloso
Maria Terezinha Veloso Apocalypse (Espinosa, 1936/ Belo Horizonte, 2003) foi uma pintora, desenhista e escultora brasileira.
Lecionou na EBA/UFMG, em Belo Horizonte, onde também se formou em artes plásticas.
Foi uma das fundadoras do Grupo Giramundo, juntamente com o marido, Álvaro Apocalypse, e com a também artista plástica Madu Vivacqua.

## Exposições coletivas
- 20º Salão Anual de Pintura [1]
- 9ª Bienal Internacional de São Paulo [1]
- Artistas Mineiros, Ouro Preto (1961);
- Inauguração da Galeria da AMAP (1963);
- Brasilian Contemporary Art, Museu de Lagos, Nigéria (1963);
- Artistas Brasileiros, (itinerante pelos países da América Latina, 1968);
- Galeria do ICBEU, RJ (1969); Exposition de Artistes Ëtrangers, Unesco, Paris (1970);
- Artistas Mineiros, Ouro Preto (1970);
- D. Quixote, Palácio das Artes, Belo Horizonte (1973);
- Galeria do Teatro Carlos Gomes, Vitória (1974);
- Giramundo, Galeria Guignard, BH (1975);
- Galeria Seleart, Bolonha, Itália (1974);
- Formação da Arte Contemporânea em Belo Horizonte, MAP, BH (1997);
- Centro Cultural UFMG - 10 Anos, Centro Cultural UFMG (1999)
- Gabinete de Arte, Prefeitura de Belo Horizonte (2001).

## Exposições individuais
- Bar e Galeria Chez Bastião, BH (1970);
- Galeria AMI, BH (1974);
- Portal Galeria de Arte, SP (1978)
- Sala Corpo de Exposições, BH (1979).